# Cucumis insignis
Cucumis insignis är en gurkväxtart som beskrevs av Charles Jeffrey. Cucumis insignis ingår i släktet gurkor, och familjen gurkväxter. Inga underarter finns listade i Catalogue of Life.